# 천안 천흥사지 당간지주
천안 천흥사지 당간지주(天安 天興寺址 幢竿支柱)는 대한민국 충청남도 천안시 서북구에 있는 고려시대의 당간지주이다. 1963년 1월 21일 대한민국의 보물 제99호로 지정되었다.

## 개요
고려 태조 4년(921)에 창건되었던 천흥사의 당간지주로 현재 성거읍 천흥리 마을의 가운데에 자리잡고 있다. 절에서는 의식이 있을 때 절의 입구에 당(幢)이라는 깃발을 달아두는데, 깃발을 달아두는 장대를 당간(幢竿)이라 하며, 이 당간을 양쪽에서 지탱해 주는 두 돌기둥을 당간지주라고 한다. 동·서로 서있는 두 지주는 60cm의 간격을 두고 있으며, 2단의 기단(基壇) 위에 세워졌다.
기단은 흩어져 있던 것을 복원하였는데 기단 주위에 안상(眼象)을 새겨넣어 당간지주의 장식화된 측면을 보이고 있다. 동·서 지주 사이로 깃대를 직접 받치던 받침은 남아있지 않다. 안쪽면에 조각이 없으며 상단 꼭대기끝 한곳에만 깃대를 고정시키기 위한 네모난 구멍이 있다. 지주의 바깥 면은 위에서 아래까지 중앙에 1줄의 선을 새겼다. 지주 각 부의 양식에서 통일신라시대의 형식을 지나고 있으나 퇴화된 기법으로 만들어져 고려시대의 작품으로 보인다.
특히 천흥사터에서 출토된 천흥사 동종에 새겨진 명문에 의하면 고려 현종 원년(1010)으로 되어 있어 이 당간지주도 절을 창건하면서 같이 세운 것으로 보인다.
이 당간지주는 기단 주위에 새겨진 안상(眼象) 조각이 우수하다. 돌을 다룬 수법이나 전체적인 모양이 통일신라시대의 양식에서 퇴화한 모습을 갖고 있어, 고려 초기에 만들어진 것으로 보인다.

## 사진

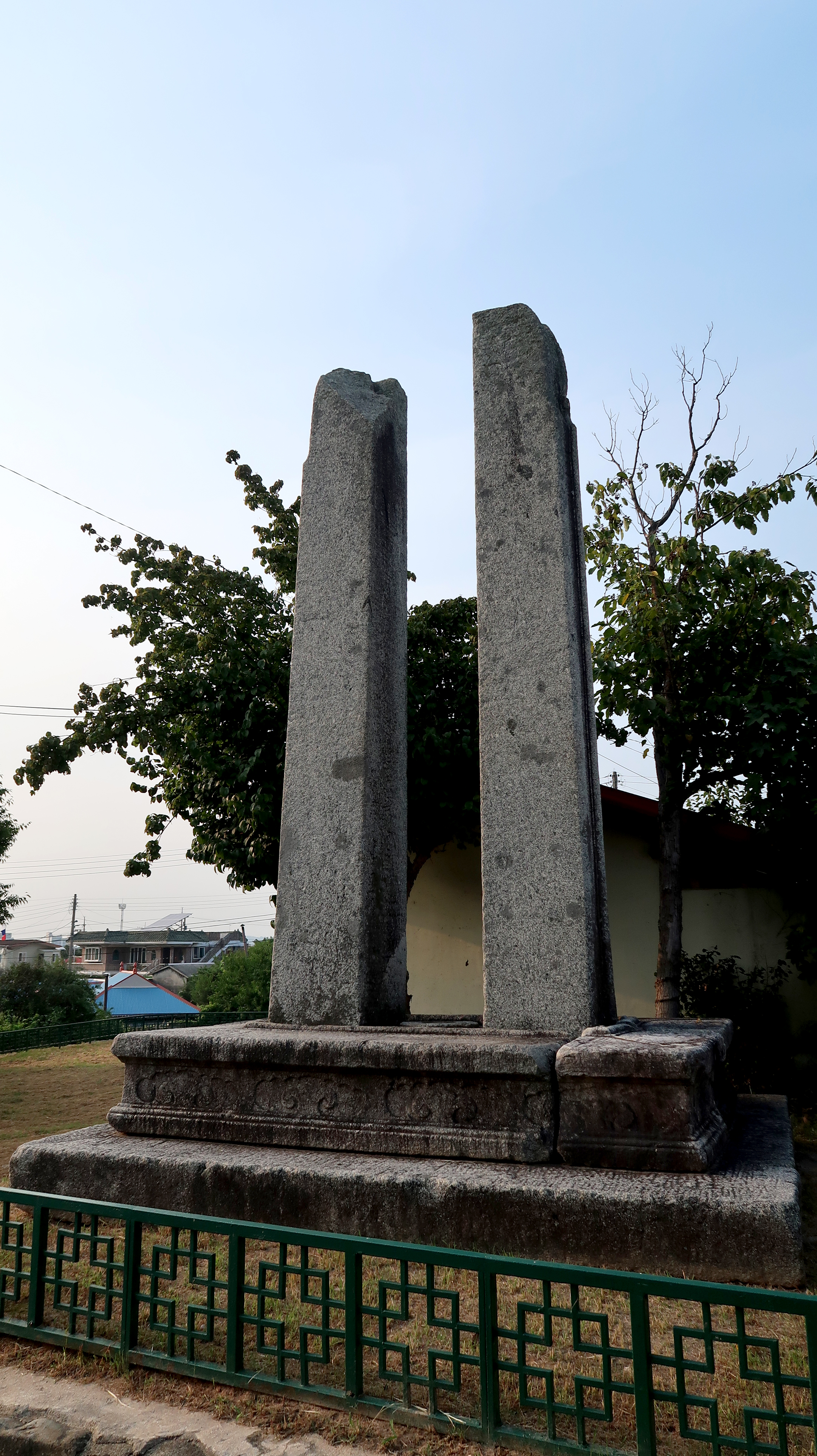
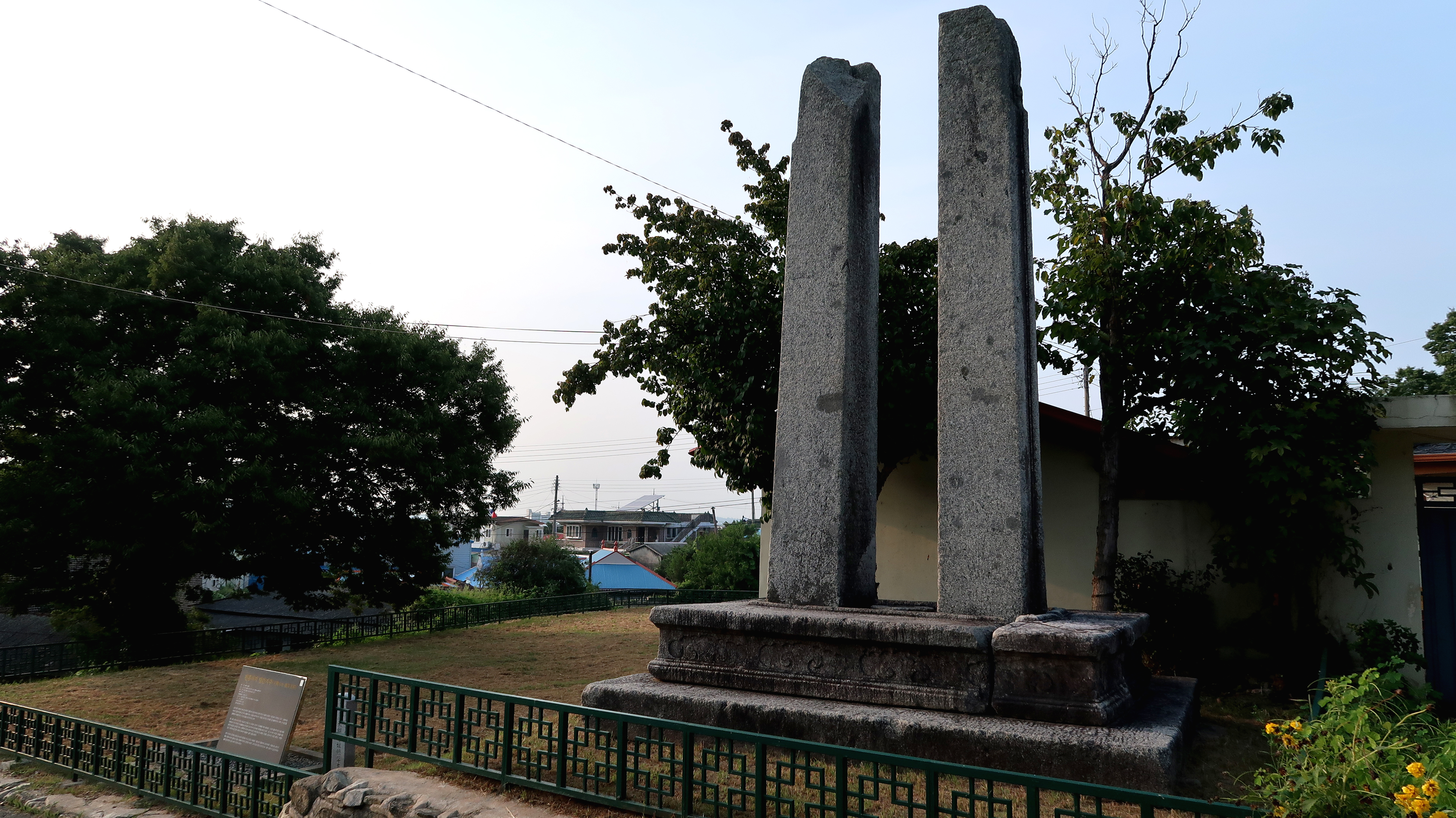
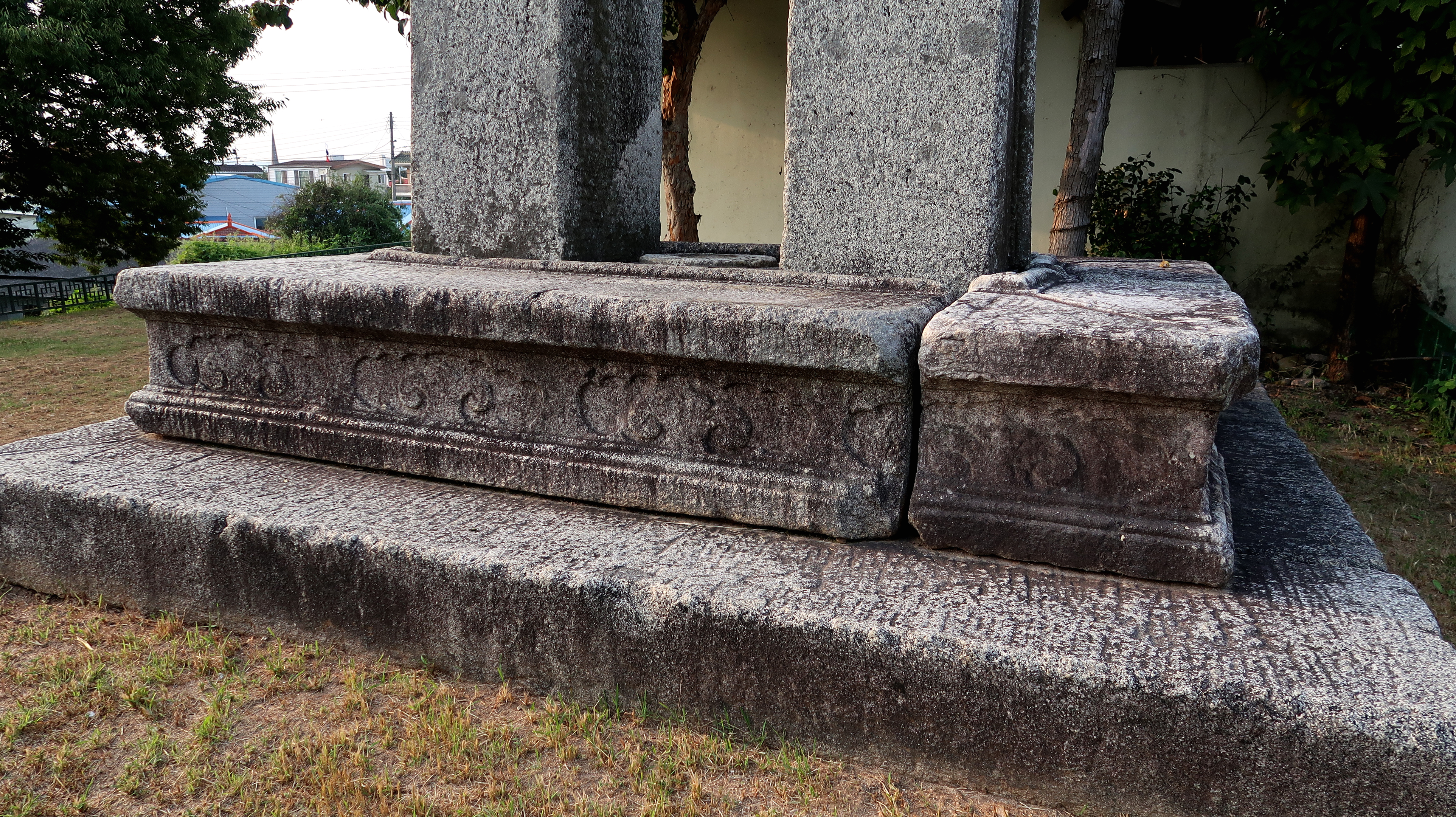
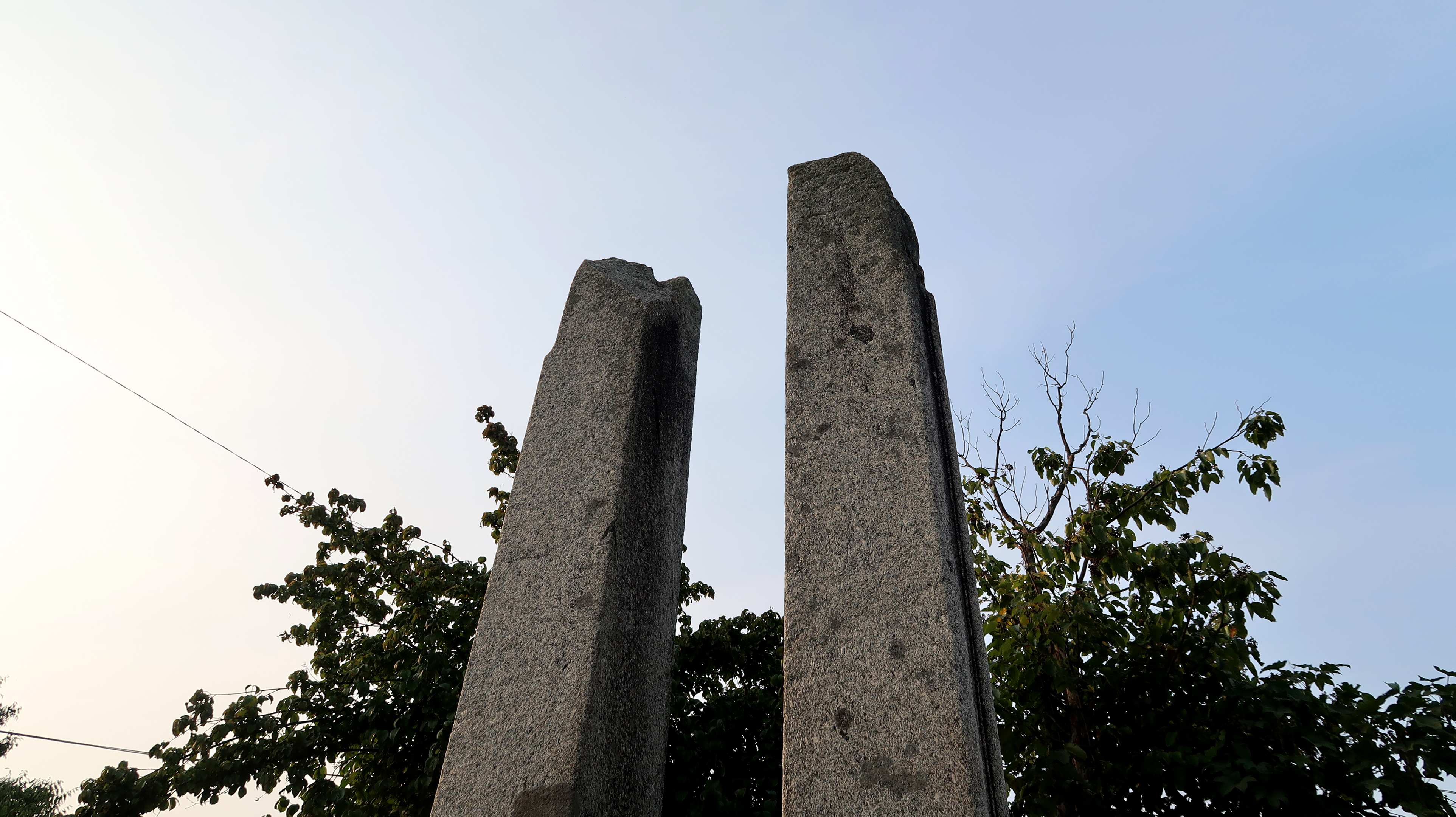

## 같이 보기
- 성거산 천흥사명 동종 - 국보 제280호
- 천안 천흥사지 오층석탑 - 보물 제354호

## 참고 자료
- 천안 천흥사지 당간지주 - 국가유산청 국가유산포털
- 《문화재해설》, 충청남도, 1990년
- 김원룡·안휘준, 《신판한국미술사》, 서울대학교 출판부, 1996년
- 《문화재대관》, 충청남도, 1996년
- 《천안시지》, 천안시, 1997년
- 《충청남도 지정문화재 해설집》, 충청남도, 2001년